# キャベツ確認中
キャベツ確認中（キャベツかくにんちゅう）は、吉本興業（東京本社）所属のお笑いコンビ。2001年結成。NSC東京校8期生。略称は、キャベカク。
よしもと東京都住みます芸人（2012年7月より2代目として就任）。吉本興業所属のアニメキャラ芸人たちによるコメディーショー「劇団アニメ座」のメンバー。

## メンバー

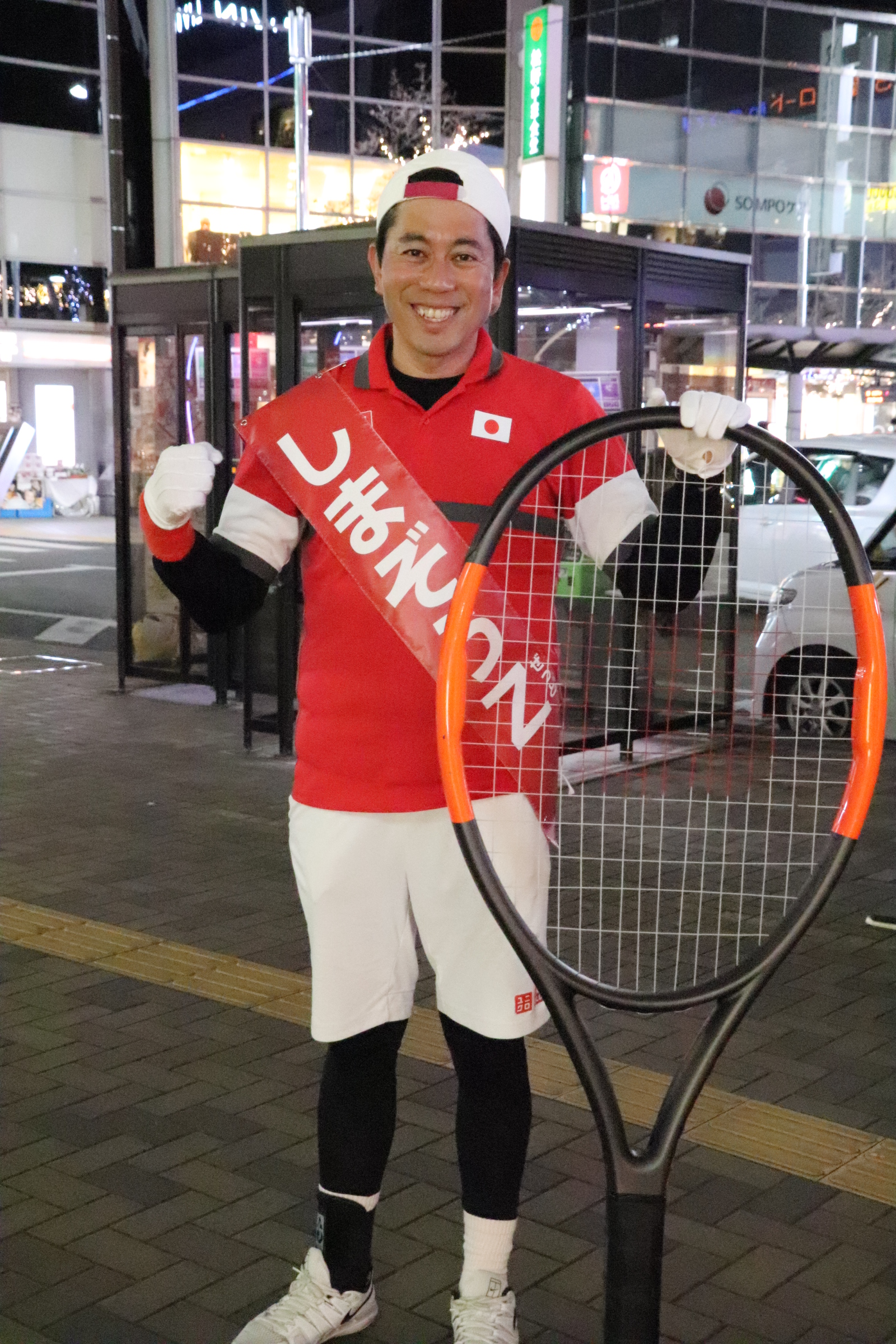
西東京市議会選でのしまぞうZ（2022年12月撮影）

- しまぞうZ（旧名：しまぞう、辻元清美のキャラを演じる際は「清美ちゃん」、本名：嶋義浩、1978年9月4日（46歳）[2] - ）

大阪府大阪市出身。大阪府立大手前高等学校を経て一浪し、早稲田大学人間科学部を卒業。ツッコミ担当（ボケもかます）。立ち位置は左。血液型A型。
早稲田大学では応援部に所属（練習を統括する【リーダー長】)、大学卒業後芸人となる。
モノマネを得意としており、主なレパートリーには元衆議院議員の辻元清美、プロテニスプレーヤーの錦織圭、市民マラソンランナーの川内優輝、元プロ野球選手の上原浩治などがある。
役者としても活動することがあり、映画『喧嘩高校軍団〜特攻!國士義塾VS朝高〜』（2009年公開、金丸雄一監督）や『おとうと』（2010年公開、山田洋次監督）、NHK連続テレビ小説『エール』（2020年）にも出演している。しかし本人は「演技が苦手」と言っている。
整った顔立ちであり、「昭和の男前」「石原軍団の若手」とも言われる。
ジュニア野菜ソムリエ資格所有（2011年5月取得）
前述の通り、大学では応援部に所属していたが、先輩から「大阪弁は生意気だ」と言われそれ以来標準語を話すようになる。しかし、完全に標準語を話すわけではなく関西弁も混じった言葉になっており、本人も「完全な関西弁は喋られない。どれが本当の言葉か分からない」と言っている。
ドのつく天然であり、メールの文末は必ずビックリマーク「!」だったり、「七万人(ななまんにん)」を「ななにんまん」と延々と喋っていたという話がある。
大のももいろクローバーファンであり、推しメンは有安杏果。
2013年12月31日より芸名を「しまぞうZ」（しまぞうゼット）に改名。
2016年9月6日、一般女性との結婚を発表。2018年4月6日、第一子となる女児が誕生したことを発表。
西東京市議会議員選挙（2022年12月18日告示、25日投開票）に無所属で出馬（落選）。
- キャプテン★ザコ（旧・キャベツ、本名：笹森智博、1976年11月2日（48歳）[2] - ）

北海道札幌市西区出身。ボケ担当（ツッコミもかます）。立ち位置は右。血液型O型。
モヒカン頭が特徴。元は「キャベツ」の芸名で活動していたが『北斗の拳』のネタをするようになりモヒカン頭に変わってから現在の芸名に改名。
北海道札幌篠路高校を経て酪農学園大学酪農学部食品流通学科を卒業（1年留年）後、丸大食品へ就職、商品開発の職務に3年間就く。その時に習得したハム、ソーセージ、ベーコン等の製造はスモーカー等の機材が家に一式揃っており、芸人になった今も作る事が出来る。同社を退社後、芸人となる。
悪党キャラとは裏腹に、「食品衛生管理責任者」の資格を持っている。
中学、高校、大学と10年間柔道部に所属し、柔道では参段を持っている。
趣味はバイクに乗る事で、ハーレーダビッドソンを所有している。またゲームも趣味で、「モンスターハンターポータブル2ndG井上CAP」にも参加している。
東京都西東京市ひばりが丘在住だったが、現在は豊島区在住。
太田プロダクション所属の西堀亮（マシンガンズ）の同じ中学校の後輩であり、大学では田中義剛の後輩でありロックンロールバンド『THE イナズマ戦隊』の先輩でもある。
バルーンアートの特技を活かしバルーンアート全国大会「ツイスターズ2013」のパフォーマンス部門で優勝を果たし日本一となった。バルーンアート事業を行う合同会社CAPを妻とともに設立し所属している。
2022年から東京都墨田区にあるiU「情報経営イノベーション専門職大学」にて映像制作指導の客員教授に就任。その他、様々なタレントの動画制作やBSよしもとでの番組映像制作を担当している。

## 来歴
東京NSC8期生。二人が互いに出席番号が近いこともあり、また二人とも好きな芸人がリットン調査団だったこともあって意気投合し、結成に至った。
コンビ名の由来もリットン調査団からとっており、「キャベツ確認中」と小文字や文字数などにもこだわりを持っている。
2012年から東京都住みます芸人を務めるが、特に西東京市に縁があり、コミュニティFM ・FM西東京で長らくレギュラーをもつほか、キャプテン★ザコはかつて西東京市ひばりが丘地区に在住。しまぞうは大学時代及び結婚以降は市内に在住している。

## 芸風
- 漫才・コント・モノマネをメインに活動している。学生服と柔道着を着た硬派なネタや参議院議員辻元清美のモノマネなどが有名。『とんねるずのみなさんのおかげでした』（フジテレビ）で不定期に開催されるコーナー「博士と助手〜細かすぎて伝わらないモノマネ選手権〜」の第6回大会にしまぞう扮する清美ちゃんが初出場。爽やかな笑顔と、「皆さん聞いて下さ〜い!!　あたし、へこたれへん!!」の力強いフレーズが大ウケになり、博士（木梨憲武）以下審査員全員が大爆笑したエピソードがある。ちなみに辻元のモノマネは本人から公認を受けている。
- 爆笑レッドカーペット、爆笑レッドシアター（共にフジテレビ）、ヨシモト∞（ヨシモトファンダンゴTV）などでは「『北斗の拳』に出てくるケンシロウとザコキャラ」に扮して出演することが多い。『北斗の拳』のネタ・モノマネはコミックバンチの出版元であるコアミックスの社長堀江信彦、そして原作の武論尊と原画を担当している原哲夫からも公認を受けている。また、登場してすぐにキャプテン★ザコが直前に登場していた芸人の芸風を拝借したセリフを言う(例として西村ヒロチョのロマンティックコントに対し、「ロマンティックな欠片もねえコントを見てもらうぜ」等)。
- 『エンタの神様』（日本テレビ）では暴力的な発言をするキャプテン★ザコに対し、しまぞうが真実をばらしてしまう暴露ネタをしている。
- ネタの中には、暴走するザコをしまぞうがつかんで互いに向き合わせ、強い口調で話しかけて揺するなどしながら目を覚まさせようとするパターンが見られる。
- キャプテン★ザコはモヒカン頭に黒い上下の格好が主な舞台衣装となっている。

## エピソード
- ザコキャラと辻元のキャラを活かし『麻薬撲滅キャンペーン』や『振り込め詐欺』の手口紹介等の警視庁が主催するイベントにも参加。警視庁御用達芸人として活動している。
- 新宿区の主催する「煙草受動喫煙防止キャンペーン」のイベントでもコント形式で喫煙者のマナー向上をPRしている。
- 山田うどん75周年記念イベントとして行われた「全店舗早回りレース」で1位を取り優勝賞金100万円を獲得した。
- 『PLAY!AWA'S 〜美と笑いの大お見せ合いパーティ〜』（GYAO!）では芸人ネタバトルで優勝を果たし、サントリーAWA'Sを1年分獲得した。
- コンビ名が縁となり、2013年11月に千葉県銚子市から「銚子キャベツ大使」に任命された。この委嘱式の際に、しまぞうが手作りしたというふなっしーに似た着ぐるみ「きゃべっしー」を披露した[15]。

キャプテン★ザコのエピソード
- 本人は悪いザコキャラを前面に押し出しているが、周囲の人達には「本当はマジメな人」だと暴露されている。
- ザコキャラになったのは、『ヨシモト∞』でメインMCを勤めていたほっしゃん。に面白いと言ってもらったアニメ『北斗の拳』のザコキャラがきっかけで、そのまま芸風にも活かしてゆく事になった。
- バイク購入の際、若手芸人と言う理由からローン審査が通らなかったが、芸名を名乗ったところ「吉本一Hが上手な方ですね」とローン会社の方が知っていたという理由でローン審査が通った（やりすぎコージーでのトークより）。
- 芸人の特技を紹介する番組「笑う妖精」で会社員時代の特技である「ウインナー作り」の技術が認められ、お好み焼き専門店「道とん堀」駒沢店にて番組のタイアップで「トルネード餃子ソーセージ」が商品化された。
- 2010年7月12日放送の『やりすぎコージー』（テレビ東京）において、田村裕（麒麟）による『ホームレス中学生』に次ぐ「ビンボー芸人スター誕生」の企画で優勝を果たし、「ワニブックス」より貧乏エピソードの書籍化の権利を獲得した。その後2011年3月に「やりすぎビンボー列伝THE　COMIC」が発売された。
- TOTOが主催したエコイベント、トイレバイクNEOのバイクライダーとして静岡県からTOTO東京本社までのアンカーを務め、無事ゴールを果たした。
- 『ウチのガヤがすみません!』（日本テレビ）にて木村拓哉さんへ「世界一軽いハーレーダビッドソン」と評してキャプテン★ザコがバルーンアートでオートバイを作成した。

## 出演

### テレビ
- ダウンタウンのガキの使いやあらへんで!!（日本テレビ、2004年2月8日）
- ヨシモト∞（ヨシモトファンダンゴTV）
- 本番で〜す!（テレビ東京、2007年7月14日）しまぞうのみ
- ジャイケルマクソン（毎日放送、2008年1月2日）
- あらびき団（TBS、2008年2月20日、2008年7月9日）
- ロンQ!ハイランド（日本テレビ、2008年4月6日 - 2008年9月28日）清美ちゃんのみ
- ミリオン家族（テレビ東京、2008年11月25日）
- エンタの天使（日本テレビ、2009年3月5日）キャッチコピーは「硬派一直線」
- 爆笑レッドシアター（フジテレビ系、2009年5月20日） - 「ホワイトシアター」出演
- 爆笑レッドカーペット（フジテレビ系、2009年6月13日、2013年4月27日）キャッチコピーは「実写版 世紀末覇者」
- 快盗シノビーナ特別編〜ビートたけし×所ジョージの2人テレビ（テレビ朝日、2009年8月30日）
- エンタの神様（日本テレビ、2009年9月12日、2009年11月14日）キャッチコピーは「極悪のザコ伝説」
- 笑う妖精（テレビ朝日、2009年11月22日、2010年8月8日）キャプテン★ザコのみ
- 初詣!爆笑ヒットパレード2010（フジテレビ、2010年1月1日）
- やりすぎコージー（テレビ東京、2010年2月1日、2010年7月12日、2011年2月16日）キャプテン★ザコのみ
- スパモク!!（TBS系列、2010年5月20日）しまぞうのみ
- 芸人報道（日本テレビ、2010年6月22日）キャプテン★ザコのみ
- 週刊ゲーム番長（テレビ東京、2010年8月16日）キャプテン★ザコのみ
- ものまね新人ウォーズ（TBS、2010年10月5日、2010年12月31日）
- メ〜テレ特番「おんぶバカ一代」（メ〜テレ）キャプテン★ザコのみ
- おもろゲ動画SHOW 投稿!1000000000ビュー（TBS、2011年1月12日）キャプテン★ザコのみ
- とんねるずのみなさんのおかげでした（フジテレビ、2011年3月17日、2011年12月29日、2012年12月27日、2013年1月24日、2013年12月26日）

博士と助手〜細かすぎて伝わらないモノマネ選手権〜（第6回、第7回）清美ちゃんのみ
- 爆笑!ものまねウォーズ（TBS、2011年3月30日）キャプテン★ザコのみ
- 情報プレゼンター とくダネ!（フジテレビ、2011年11月3日）キャプテン★ザコのみ
- 新春レッドカーペット（フジテレビ系、2012年1月1日）
- 爆生レッドカーペット（フジテレビ系、2012年2月18日）
- AKB48vsおネエ48vs芸能人ファミリー48 気になる裏側（秘）生態調査SP（日本テレビ、2012年9月20日）キャプテン★ザコのみ
- ジンロリアン〜人狼〜（TBS、2013年4月4日）キャプテン★ザコのみ、ナレーション
- カスペ!・アニメアカデミー〜1億3千万人が選ぶ不朽の名作〜（フジテレビ、2013年7月30日）※「劇団アニメ座」として出演
- 指せ100万円!! BLACK$MILLION（テレビ東京、2013年10月6日、2013年10月13日）キャプテン★ザコのみ
- 最強！ものまね紅白！史上初の頂上決戦スペシャル（フジテレビ系、2013年10月29日）
- おはスタ（テレビ東京、2014年1月20日・27日・2月19日・4月3日、2016年4月11日）
- ニッポン元気計画! 眠れるスター目覚ましバラエティ“ハックツベリー”（テレビ東京、2015年3月21日）※「劇団アニメ座」として出演
- ダウンタウンなう本音でハシゴ酒2時間SP（フジテレビ、2016年3月25日）
- 水曜日のダウンタウン（TBS、2016年8月3日）キャプテン★ザコのみ
- 明石家地下王国（TBS、2017年1月4日）
- 人生が変わる1分間の深イイ話（日本テレビ、2017年6月19日）キャプテン★ザコのみ
- さんま・玉緒のお年玉あんたの夢をかなえたろかスペシャル（TBS、2018年1月8日）しまぞうZのみ
- ウチのガヤがすみません！（日本テレビ、2018年8月21日）
- 内村のツボる動画（テレビ東京、2020年）キャプテン★ザコのみ
- ノンストップ！（フジテレビ、2020年）キャプテン★ザコのみ
- ヒルナンデス！（日本テレビ、2020年）キャプテン★ザコのみ
- 桃色探訪〜伝説の風俗〜（2022年5月29日、チャンネルNECO）- スナックの客 役（しまぞうZのみ）

### ラジオ
レギュラー
- You Gotチャンネルα（FM西東京、2012年10月25日 - ）街角レポーターとして出演、隔週木曜日17:00 - 19:00
- キャベツ確認中のこんばんワイド22時半（FM西東京、2012年11月6日 - ）毎週火曜日22:00 - 22:30
- まるごとSUNDAY（2020年3月16日‐2021年3月28日、FM西東京）ゆったり感と隔週MC[16]

単発
- Nちゃんねる（仮）（FM西東京、2011年10月5日）

### インターネット番組
過去のレギュラー
- 囚人大喜利（ニコニコ生放送、2010年10月8日 - 2017年3月22日[注 1]）＊隔週水曜日深夜放送[注 2]。基本的にキャプテン★ザコのみ/複数回コンビ出演。

単発
- PLAY!AWA'S 〜美と笑いの大お見せ合いパーティ〜（GyaO）
- オリエンタルラジオのマンガの日（ヤフー、2010年3月5日）
- よしもとオンライン（麒麟のゲースイ）キャプテン★ザコのみ
- ヨシモト 4WEEKS NOW キャプテン★ザコのみ
- WOWOW大感謝ウィーク presents「感謝しナイト」 in ニコファーレ（ニコニコ生放送、2012年3月2日）
- セガ・JAEPO 2013メインステージ（ニコニコ生放送、2013年2月15日、2月16日）＊『北斗の拳 BATTLE MEDAL』 スペシャルステージに出演
- 劇団アニメ座ニコニコ生放送!（2013年3月18日、2013年7月18日、2013年9月19日）
- N-1グランプリ2014 -presented by mixi-（ニコニコ生放送、準決勝：2014年5月18日、決勝：2014年5月25日）
- 街録ch〜あなたの人生、教えて下さい〜（YouTube番組、2021年）キャプテン★ザコのみ

## 舞台

### 大会
- 「モンスターハンターポータブル2ndG井上CAP」キャプテン★ザコのみ
- ソフトバンクS-1バトル（5月度の50組にエントリー）

### イベント
- 天津向プロデュース「アニ×ワラ」
  - アニ×ワラ（新宿FACE、2014年1月18日）
  - アニ×ワラ 14 WINTER（新宿BLAZE、2014年11月9日）
  - アニ×ワラ 2015 SUMMER（渋谷TSUTAYA O-EAST、2015年5月23日）
  - アニ×ワラ vol.5（新宿文化センター大ホール、2016年5月7日）

### 「劇団アニメ座」
不定期開催
- 劇団アニメ座 （2010年11月15日 - ）※レギュラーメンバー

## 書籍
- お笑いポポロ
- あらびき団公式パンフレット
- エキサイティングマックス
- BIDAN（キャプテン★ザコのみ）
- やりすぎ芸人ビンボー烈伝　THE COMIC（キャプテン★ザコのみ）
- MOTONAVI　（キャプテン★ザコのみ）